# Революционный совет (Судан)
Революционный совет Судана — (араб.  ‎, англ.  National Revolutionary Command Council ), высший орган государственной власти Судана в 1969 — 1971 годах, созданный для управления страной после военного переворота 25 мая 1969 года (Майской революции). Распущен 12 октября 1971 года после референдума, на котором председатель Революционного совета генерал Джафар Нимейри был избран президентом Судана.
| Порядок                          | Портрет | Имя                                                                          | Воинское звание или должность           | Назначение       | Отставка             | Государственный пост                                                                            |
| -------------------------------- | ------- | ---------------------------------------------------------------------------- | --------------------------------------- | ---------------- | -------------------- | ----------------------------------------------------------------------------------------------- |
| Демократическая Республика Судан |         |                                                                              |                                         |                  |                      |                                                                                                 |
| 1.                               |         | Мухаммед Джафар Нимейри, Председатель Революционного совета                  | полковник, после 25 мая — генерал-майор | 25 мая 1969 года | 12 октября 1971 года | Президент Судана                                                                                |
| 2.                               |         | Бабикер Авадалла Вице-председатель Революционного совета (до июля 1970 года) | Председатель Верховного суда Судана     | 25 мая 1969 года | 12 октября 1971 года | Премьер-министр Судана (1969), министр иностранных дел, министр юстиции.                        |
| 3.                               |         | Халед Хасан Аббас                                                            | майор, после 25 мая — генерал-майор     | 25 мая 1969 года | 12 октября 1971 года | Министр обороны и главнокомандующий.                                                            |
| 4.                               |         | Фарук Осман Хамадулла                                                        | майор                                   | 25 мая 1969 года | 16 ноября 1970 года. |                                                                                                 |
| 5.                               |         | Маамун Авад абу-Зейд                                                         | майор                                   | 25 мая 1969 года | 12 октября 1971 года | Государственный министр по делам президентства и руководитель Службы национальной безопасности. |
| 6.                               |         | Абдул Касем Хашем                                                            | майор                                   | 25 мая 1969 года | 12 октября 1971 года |                                                                                                 |
| 7.                               |         | Зейн эль-Абдин Мухаммед Ахмед Абдель Кадер                                   | майор                                   | 25 мая 1969 года | 12 октября 1971 года | Генеральный инспектор и заместитель премьер-министра по вопросам сельского хозяйства.           |
| 8.                               |         | Абдул Касем Мухаммед Ибрагим                                                 | майор                                   | 25 мая 1969 года | 12 октября 1971 года |                                                                                                 |
| 9.                               |         | Абу Бакр ан-Нур                                                              | майор, после 25 мая — подполковник      | 25 мая 1969 года | 16 ноября 1970 года  |                                                                                                 |
| 10.                              |         | Хашем аль-Атта                                                               | майор                                   | 25 мая 1969 года | 16 ноября 1970 года  |                                                                                                 |